# Veľký Lipník
Veľký Lipník je obec na Slovensku v okrese Stará Ľubovňa v Prešovském kraji ležící na pomezí pohoří Pieniny a Spišská Magura. Žije zde 914 obyvatel.
První písemná zmínka o obci pochází z roku 1338. V obci se nachází baroko-klasicistní řeckokatolický chrám svatého Michala archanděla z roku 1794.